# Hoya tsangii
Hoya tsangii ist eine Pflanzenart der Gattung der Wachsblumen (Hoya) aus der Unterfamilie der Seidenpflanzengewächse (Asclepiadoideae).

## Merkmale
Hoya tsangii ist eine kletternde Pflanze mit verzweigten Trieben, Die Triebe sind im Querschnitt rund und haben bis 3 mm Durchmesser. Die Oberfläche ist glatt und kahl. Die Blätter sind gestielt, die auf der Oberseite rinnigen, dicken Blattstiele sind bis 1 cm lang. Die Blattspreiten sind schmal lanzettlich, 5 bis 12 cm lang und 1 bis 1,5 cm breit. Der Apex ist spitz, die Basis ist schmal keilförmig. Die Ränder sind zurück gebogen und papillös.
Der Blütenstand hängt nach unten und hat eine flache bis leicht konkave Oberseite. Die Blütenstandsstiel ist im Querschnitt rund, 3 bis 5 cm lang und kahl. Die Rachis ist sehr dick. Die Blütenstiele sind sehr dünn und 1 bis 2 cm lang und stark gekrümmt. Die Blütenkrone ist knopfförmig mit einem Durchmesser von 3 mm, mit ausgebreiteten Zipfeln etwa 1 cm, und ist dunkelrosa bis tiefrot. Die Kronblattzipfel sind länglich eiförmig, 2 bis 3,5 mm lang, und spitz zulaufend. Sie sind stark zurück gebogen, innen dicht mit grauen Flaumhaaren bedeckt. Die Nebenkrone ist dunkelrosa bis rot. Die Nebenkronenzipfel sind schmal elliptisch. Der äußere Fortsatz ist 2-zipflig, der innere Fortsatz ist spitz, hoch aufsteigend, und in der Mitte häufig gelblich. Die Caudiculae sind geflügelt. Die gebogene Balgfrucht ist fast rund im Querschnitt, 8 – 14 cm und läuft spitz zu. Die Frucht sitzt auf einem 1 cm langen Stiel. Der braune Same ist in der Aufsicht linealisch, 6 mm lang und flach.

## Geographische Verbreitung und Habitat
Das Verbreitungsgebiet der Art ist auf die südliche Hälfte der Insel Luzon und die Insel Mindanao (Philippinen) beschränkt.

## Taxonomie
Das Taxon Hoya tsangii wurde 1991 von Christine M. Burton publiziert. Der Holotyp ist in der Smithsonian Institution in Washington, USA deponiert (Elmer 13372). Hoya tsangii ist als gültiges Taxon akzeptiert.